# Monstrosity
Monstrosity (engl.: Monstrosität) ist eine US-amerikanische Death-Metal-Band aus Fort Lauderdale in Florida. Sie spielt den typischen Florida-Death-Metal.

## Geschichte
Gegründet wurde die Band im Jahr 1991. Im selben Jahr erschien das erste und einzige Demo Horror Infinity. Nach einer EP, welche über Relapse Records veröffentlicht wurde, erschien das Debütalbum, welches mit über 50.000 verkauften Exemplaren sehr erfolgreich war; dennoch kam die Band bis heute nicht über ihren Underground-Status hinaus. Line-up-Probleme sorgten immer wieder für Verzögerungen bei den Veröffentlichungen. So wechselte der damalige Sänger George „Corpsegrinder“ Fisher 1996 zu Cannibal Corpse. 1998 spielte die Band auf dem Rock-Al-Parque-Festival in Bogotá, Kolumbien als Headliner vor über 80.000 Zuschauern. Seit dem Album Rise to Power ist Monstrosity bei Metal Blade Records unter Vertrag. Im Jahr 2007 hat die Band das Fuck-the-Commerce-Festival – neben Vital Remains – als Headliner angeführt.
Der Schlagzeuger Lee Harrison hat sein eigenes Musiklabel mit dem Namen „Conquest Music“ gegründet, er ist das einzig verbliebene Gründungsmitglied und prägt den Sound der Band mit seinem einzigartigen Schlagzeugspiel maßgeblich.

## Diskografie
- 1991: Horror Infinity (Demo)
- 1992: Darkest Dream (EP)
- 1992: Burden of Evil (EP)
- 1992: Imperial Doom
- 1994: Monstrosity (Demo)
- 1996: Millennium
- 1999: In Dark Purity
- 2001: Enslaving the Masses (Best-of-Album)
- 2002: Live Extreme Brazilian – Tour 2002 (Live-Album)
- 2003: Rise to Power
- 2004: Relapse Singles Series Vol. 3 (Split-EP)
- 2007: Spiritual Apocalypse
- 2018: The Passage of Existence